# Nerv trohlear

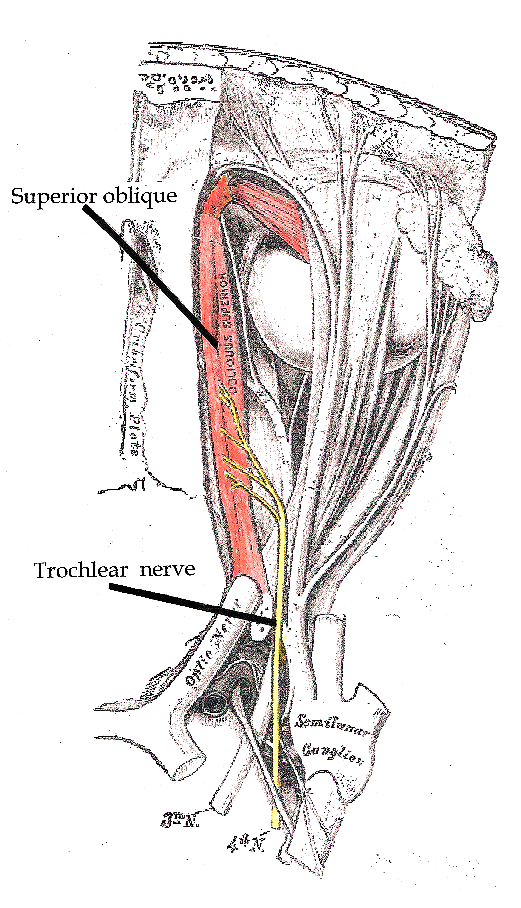
Nervul trohlear

Nervul trohlear sau patetic (latină Nervus trochlearis) este cel de-al patrulea nerv cranian și este un nerv motor. Controlează mișcarea unui singur mușchi al globului ocular, cel oblic superior.  Originea aparentă este pe partea posterioară a trunchiului cerebral, iar originea reală în nucleu trohlear. 